# 김정택 (1991년)
김정택(金正澤, 1992년 10월 19일 ~ ) 은 전 KBO 리그 LG 트윈스의 투수이다.

## LG 트윈스시절
2014년에 입단하였다.

## 출신학교
- 학동초등학교
- 강남중학교
- 신일고등학교
- 세계사이버대학교